# 큰홑눈말벌
큰홑눈말벌(영어: Bingham's hornet, 학명: Vespa binghami 베스파 빙그함[*])은 말벌과 말벌속에 속하는 말벌의 일종으로, 말벌 중에서는 드물게 야행성인 종류이다.